# آن شی ها
آن شی ها (کره‌ای: 안시하؛ زادهٔ ۱۱ مارس ۱۹۸۲) بازیگر و مدل اهل کره جنوبی است. او به خاطر ایفای نقش در مجموعه‌های تلویزیونی مون‌شاین، پادشاه: سلطنت ابدی و ما همه مرده‌ایم شناخته می‌شود.

## فیلم‌شناسی

### فیلم سینمایی
| سال  | عنوان | کاراکتر  |
| ---- | ----- | -------- |
| ۲۰۱۹ | هیولا | جونگ یون |

### مجموعه تلویزیونی
| سال  | عنوان               | کاراکتر         | منابع  |
| ---- | ------------------- | --------------- | ------ |
| ۲۰۲۰ | پادشاه: سلطنت ابدی  | کیم هی جو       | [ ۸ ]  |
| ۲۰۲۰ | کارآگاه خوب         | جونگ یو سون     | [ ۹ ]  |
| ۲۰۲۰ | تاخیر در عدالت      | هوانگ مین کیونگ | [ ۱۰ ] |
| ۲۰۲۰ | بیدار               | جو هیون هی      | [ ۱۱ ] |
| ۲۰۲۱ | پلی‌لیست بیمارستان ۲ | کیم سو جونگ     | [ ۱۲ ] |
| ۲۰۲۱ | مون‌شاین             | لی کیونگ بین    | [ ۱۳ ] |
| ۲۰۲۲ | ما همه مرده‌ایم      | کیم کیونگ می    | [ ۱۴ ] |
| ۲۰۲۴ | پادشاه مسحور        | ملکه کیم        | [ ۱۵ ] |